# R. James Harvey
Russell James Harvey (4 de Julho de 1922 – 20 de Julho de 2019) geralmente conhecido como James Harvey, foi um Representante dos Estados Unidos pelo estado de Michigan e Juiz Sênior Federal dos Estados Unidos inativo do Tribunal Distrital dos Estados Unidos pelo Distrito do Leste de Michigan.

## Formação e carreira
Harvey nasceu em Iron Mountain; sua mãe e avós paternos eram imigrantes da Inglaterra. Matriculou-se na Universidade de Michigan em 1940, mas interrompeu seus estudos em 1942 para servir nas Forças Aéreas do Exército dos Estados Unidos por três anos. Ganhou um Juris Doctor pela Escola de Direito da Universidade de Michigan em 1948, foi aceito à Ordem e começou a exercer direito em Saginaw, Michigan em 1949. Era assistente de promotor público de 1949 até 1953, um vereador e membro do Conselho de Supervisores do Condado de Saginaw de 1955 até 1957. Foi prefeito da cidade de Saginaw de 1957 até 1959.

## Serviço no Congresso
Em 1960, com a ajuda do Emil Lockwood, responsável pela campanha, Harvey foi eleito pelo Partido Republicano pelo oitavo distrito congressional do estado de Michigan ao Octogésimo Sétimo Congresso dos Estados Unidos. Foi posteriormente reeleito aos seis posteriores Congressos, servindo do dia 3 de Janeiro de 1961 até 31 de Janeiro de 1974. Renunciou no dia 31 de Janeiro de 1974.

## Serviço judiciário federal
Harvey foi nomeado pelo Presidente Richard Nixon no dia 5 de Dezembro de 1973 a um lugar no Tribunal Distrital dos Estados Unidos pelo Distrito do Leste de Michigan desocupado pelo Juiz Ralph M. Freeman. Foi confirmado pelo Senado dos Estados Unidos no dia 13 de Dezembro de 1973 e recebeu sua comissão no dia 19 de Dezembro de 1973. Adotou o status de sênior devido a uma doença atestada no dia 31 de Março de 1984. Recebeu o status de sênior inativo em 2002.
Harvey morreu em Naples, Flórida no dia 20 de Julho de 2019 aos 97 anos.